# Wykiwani
Wykiwani (tytuł oryg. Bamboozled) – amerykańska satyra filmowa z 2000 roku w reżyserii Spike’a Lee.
W 2023 roku został wprowadzony do Narodowego Rejestru Filmowego Stanów Zjednoczonych jako film „znaczący kulturowo, historycznie bądź estetycznie”.

## Obsada
- Damon Wayans – Pierre Delacroix
- Savion Glover – Manray/Mantan
- Jada Pinkett Smith – Sloan Hopkins
- Tommy Davidson – Womack/Sleep'n Eat
- Michael Rapaport – Thomas Dunwitty
- Thomas Jefferson Byrd – Honeycutt
- Paul Mooney – Junebug
- Sarah Jones – Dot
- Gillian Iliana Waters – Verna
- Mos Def - Big Black Africa

## Nagrody i nominacje
Za swój film Spike Lee był nominowany w 2001 roku do Złotego Niedźwiedzia.